# 1680 în literatură
- 1679 în literatură — 1680 în literatură — 1681 în literatură

Anul 1680 în literatură a implicat o serie de evenimente semnificative. 

## Cărți noi
- John Bunyan - The Life and Death of Mr. Badman
- Gilbert Burnet - Some Passages of the Life and Death of...John Earl of Rochester
- Sor Juana Inéz de la Cruz - Neptuno alegórico
- Pedro Cubero - Peregrinación del mundo
- Pu Songling - Strange Stories from a Chinese Studio (doar manuscris)
- Sir Robert Filmer - Patriarcha (scrisă în 1642)

## Decese
Format:1680